# Otto Vasiljevič Struve
Otto Vasiljevič Struve (tudi Otton) (rusko О́тто Васи́льевич Стру́ве, nemško Otto Wilhelm von Struve), ruski astronom, * 7. maj (25. april, ruski koledar) 1819, Dorpat, Ruski imperij (danes Tartu, Estonija), † 14. april 1905, Karlsruhe, Nemčija.
Otto Vasiljevič je bil sin Friedricha Georga Wilhelma von Struveja in ded Otta Ljudvigoviča Struveja. Imel je dva sinova Ljudviga Ottoviča, očeta Otta Struveja, in Karla Hermanna.

## Življenje in delo
Delal je kot očetov pomočnik, ter ga leta 1862 nasledil kot drugi predstojnik Observatorija Pulkovo vse do leta 1889. V letu 1885 so v pulkovski observatorij namestili 771 mm (30 palčni) refraktor, tedaj največji na svetu. Nadaljeval je očetovo delo pri odkrivanju dvozvezdij. Odkril je 500 dvojnih zvezd.
Opazoval je tudi Uranove in Neptunove naravne satelite, komete in meglice. Meril je Saturnove obroče.
Ob Sončevem mrku leta 1851 je dokazal da protuberance pripadajo Soncu in ne Luni. S
Petersom sta na osnovi Bradleyjevega in očetovega kataloga našla vrednost splošne precesije v longitudi {\displaystyle \Psi =50,3798^{\prime \prime }}.

## Priznanja

### Nagrade
Kraljeva astronomska družba mu je leta 1850 podelila zlato medaljo.

### Poimenovanja
Krater Struve na Luni se imenuje po treh astronomih iz družine Struve, Ottu Vasiljeviču, Ottu in Friedrichu Georgu Wilhelmu. Asteroid glavnega pasu 768 Struveana se združno imenuje po njem, njegovem očetu Friedrichu Georgu Wilhelmu in po njegovem sinu Karlu Hermannu.